# جير (بلدة)
جير (Guer) ‎[gɛʁ]‏ بلدية فرنسية تقع في مقاطعة موربيهان في منطقة بريتاني.

## جغرافية
تتجزأ مدينة جير من أربعة أجزاء: «جير كويتكيدان» و«سان راؤول» «لا تيليه» و«بيليفو كويتكيدان»، حيث نجد مدرسة عسكرية عالية، ويتم فيها تدريب بعض أركان الجيش الفرنسي.
تقف البلدة بالقرب من غابة «بروسيلياند» التي تعتبر جزء من التراث الأسطوري البريتوني والكلتي، بما أن اسمها متعلق بقصص الساحر «ميرلين» والساحرة «فيفيان».

## محليات
- بيليفو كويتكيدان
- لا هوسيه [6]
- لا تيليه
- سان راؤول

## اسم المكان
كان المكان معروف بـ«ويرن» في عام 836، ثم «جويرن» في القرن الثالث عشر الميلادي.
ويعني هذا الاسم «مستنقع» أو «ألدرز»، وهي أشجار موجودة في مناطق المستنقعات.

## التاريخ
تم تأسيس بلدة جير في القرن السابع الميلادي تحت إشراف القديس مالو. أثناء الحرب العالمية الأولى، أصبح معسكر «كويتكيدان» مكان لتدريب الجنود واحتجاز السجناء. وكذلك، بعد الحرب العالمية الثانية، ما دام المعسكر مكان لاحتجاز الأسرى الألمان.
1. 1 2  الدليل الجغرافي للبلديات، المعهد الجغرافي الوطني، QID:Q20894925
2. 1 2  الدليل الجغرافي للبلديات، المعهد الجغرافي الوطني، 2015، QID:Q20894925
3. ↑  Populations légales 2022 (بالفرنسية), Institut national de la statistique et des études économiques, 19 décembre 2024, QID:Q131560738 {{استشهاد}}: تحقق من التاريخ في: |publication-date= (help)
4. ↑  Base officielle des codes postaux (بالفرنسية), La Poste, 1er octobre 2018, QID:Q66049091 {{استشهاد}}: تحقق من التاريخ في: |publication-date= (help)
5. ↑  GeoNames (بالإنجليزية), 2005, QID:Q830106
6. ↑  Pol Potier de Courcy, Nobiliaire et armorial de Bretagne, t.II, 1890, p.143 : Laillé (de), sr de la Houssaye, par. de Guer. Réf. et montres de 1479 a 1513, dite par., ev. de Saint-Malo.[[ويكيبيديا: أسلوب موسوعي|[pas clair]]] «D’argent à trois pots ou orceaux de sable» (Sceau de 1404).
7. ↑  Ernest Nègre, Toponymie générale de la France, Volume 2, p. 1036.